# Mikołaj Biceps
Mikołaj Biceps (cz. Mikuláš Biceps, Mikuláš z Jevíčka; zm. 1399 w Pradze) – czeski teolog i filozof, członek zakonu kaznodziejskiego.
Biceps zdobył tytuł magistra sztuk wyzwolonych na Uniwersytecie Karola w Pradze. W 1369 został mianowany dziekanem Wydziału Sztuk. Od 1378 do 1399 pracował jako wykładowca w studium dominikańskim w Pradze. Był wikariuszem generalnym zakonu na prowincję czeską. Występował przeciwko ruchowi reformatorskiemu Jana Husa i krytykował doktrynę remanencji Johna Wycliffe'a. Komentował Sentencje Piotra Lombarda. Brał również aktywny udział w sporze o naturę powszechników, opowiadając się za realizmem metafizycznym i krytykując ockhamizm Konrada z Sołtowa.